# Prix René-Bardet
Le prix René-Bardet, de la fondation du même nom, est un ancien prix biennal de poésie, créé en 1925 par l'Académie française.

## Liste des lauréats

### Années 1920
- 1928 : Fernand Lot (1902-1986) pour Le spectre et sa banlieue
- 1929 : Charles Dornier (1873-1954) pour Le mur de lumière
- 1930 : Jeanne Marvig (1872-1955) pour Avec les Dieux... et les héros

### Années 1930
- 1931 : Noël Nouet (1885-1969)
- 1932 : Gustave Zidler (1862-1936) pour Le semeur d’amour
- 1935 : André Fontainas (1865-1948) pour La halte sous les hêtres
- 1937 : Philippe Chabaneix (1898-1982)
- 1938 : Charles Forot (1890-1973) pour Épigrammes
- 1939 : Marie-Louise Druilhet (1897-1992) pour Les Canéphores

### Années 1940
- 1941 : Pascal Forthuny (1872-1962) pour Sur les cendres d’Orphée
- 1943 : Jacques Gustily Krafft (1890-1960) pour La sainte Luce
- 1945 : André Marcou pour Les deux ailes
- 1947 : Jean-Lucien Clément pour Rosée

### Années 1950
- 1953 : Marie-Louise Delafontaine pour La porte sur le monde
- 1955 : 
  - Albert Chaperon pour Mes quatre saisons
  - Aurora Chenu pour Aquetinte
  - Édouard Estienny pour Les feux de la jeunesse
- 1957 : Thérèse de Martenne pour Au fil de l’ombre

### Années 1960
- 1963 : Henri-René Lafon pour Plantes, bêtes, choses, etc.[2]
- 1965 : Constantin Michael-Titus (1925-2011) pour Mal du ciel
- 1967 : André Malis pour La Chair et l’Esprit
- 1969 : Maurice Lucas-Duboscq pour Points d’orgue

### Années 1970
- 1971 : 
  - Pierre Auradon (1900-1988) pour Au plus haut de la tour
  - Gaston Moziman pour Dans les méandres des vérités cachées
- 1973 : 
  - Alice Cluchier (1899-1987) pour L’ivresse de la source
  - André Lo Celso pour Lueurs au crépuscule
  - Blanche Messis pour L’autel de Pierre
- 1975 : Jane Janniard pour Pastels et fusains
- 1977 : 
  - Henri Chabrol (1897-1981) pour Le Mystère du Taureau
  - René Kaech (1909-1989) pour Blason de la Diletta
- 1979 : Jean-Jacques Celly (1934-2006) pour Fugue

### Années 1980
- 1981 : Maurice Olphe-Galliard pour La Lyre et la Balance, apologues judiciaires
- 1983 : Claude des Presles (1918-2007) pour Au moment de partir
- 1985 : Jacqueline Valentin-Smith pour Jeux de Vilaine
- 1987 : 
  - Henry Clairvaux (1929-2009) pour Brûle-gueule
  - Andrée Milliet-Audoux pour Souvenirs